# Balaji Baji Rao

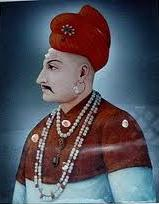
Peshwa Balaji Baji Rao, anoniem portret uit 1756. Prince of Wales Museum, Mumbai.

Balaji Baji Rao of Nana Saheb (Poona, 8 december 1720 - aldaar, 23 juni 1761) was peshwa (eerste minister) van het Maratharijk tussen 1740 en zijn dood in 1761. Hij volgde zijn vader Baji Rao I op als peshwa en was de feitelijke leider van het Maratharijk, hoewel hij in naam ondergeschikt was aan de chhatrapati's Shahu en Rajaram II. Balaji Baji Rao bezat niet zijn vaders strategisch talent. Daarentegen liet hij zijn hoofdstad Poona vergroten en verfraaien. De Derde Slag bij Panipat (1761) was een desastreuze nederlaag van de Maratha's tegen een monsterverbond van de Afghaanse koning Ahmed Shah Abdali met Rohilla's en Mogols, waardoor de Maratha's tijdelijk hun invloed over het noorden van India verloren. Balaji Baji Rao stierf niet lang na afloop van het militaire debacle.

## Regering
Toen peshwa Baji Rao in 1740 onverwachts stierf benoemde Shahu, de keizer ("chhatrapati") van de Maratha's, Balaji Baji Rao als opvolger van zijn vader. Baji Rao had de macht van de Maratha's naar het noorden uitgebreid ten koste van het Mogolrijk.

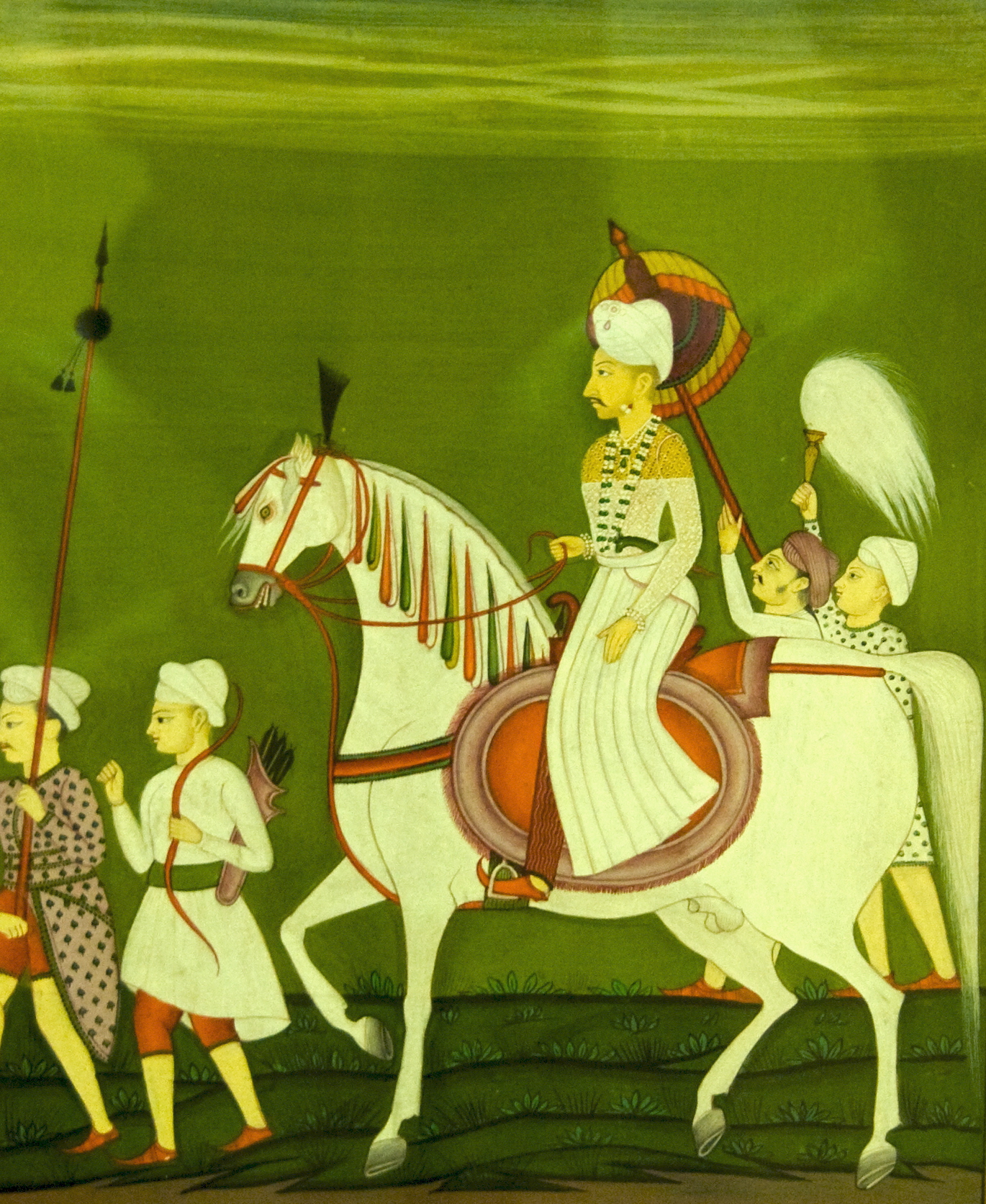
Peshwa Balaji Baji Rao en zijn troepen. Miniatuurschildering, Rajputstijl, rond 1750. Prince of Wales Museum, Mumbai.

Een van Balaji Baji Rao's eerste daden als peshwa was een expeditie naar Malwa, een voormalige provincie van het Mogolrijk die onder zijn vader veroverd was. Zowel de Mogolkeizer als de nizam van Haiderabad maakten nog aanspraak op het gebied. Balaji Baji Rao kwam in 1741 met beide tot overeenstemming. De Mogols erkenden het gezag van de Maratha's in Malwa. In ruil leverden de Maratha's 500 ruiters aan de Mogolkeizer en zegden toe geen verdere gebieden van de Mogols te zullen binnenvallen of annexeren. De peshwa kwam tot een vergelijkbaar verdrag met de maharadja van Amber, Jai Singh II. Dankzij deze diplomatie wist Balaji Baji Rao de veroveringen van zijn vader te consolideren.
In 1743 stuurde Balaji Baji Rao een leger onder leiding van zijn neef, Sadashiv Rao Bhau, naar het zuiden om een inval van de nizam van Haiderabad af te slaan. De Marathi radja van Nagpur, Raghoji Bhonsle, voerde in 1742 en 1747 aanvallen uit naar Orissa om zijn gebied te vergroten. Orissa stond onder bestuur van de Mogolgouverneur van Bengalen, Alivardi Khan. Deze verzocht de peshwa het verdrag met de Mogolkeizer te respecteren en zijn leenman tegen te houden. Het leidde tot een gewapende confrontatie tussen de peshwa en Raghoji Bhonsle. De spanning tussen de twee Marathaleiders kwam pas ten einde toen Bhonsle in 1747 een gevoelige nederlaag leed tegen Alivardi Khan, en zich gedwongen zag terug te trekken uit Orissa.
Keizer Shahu stond erop dat Balaji Baji Rao zijn zoons liet trouwen met dochters van zijn vertrouwelingen. Na de dood van de keizer in 1749 werd zijn neef Rajaram II tot zijn opvolger gekroond, maar deze was alleen in naam leider van de Maratha's. De werkelijke macht lag bij de peshwa en de belangrijkste radja's en generaals als Sadashiv Rao Bhau, Raghoji Bhonsle, Malhar Rao Holkar en Mahadji Shinde.

### Panipat
Eind 1759 was de Afghaanse leider Ahmed Shah Abdali de Punjab binnengetrokken om samen met zijn Rohilla-bondgenoten Lahore en Delhi te bezetten. De hegemonie van de orthodox-hindoeïstische Maratha's was voor de islamitische potentaten van het noorden van India een verschrikking. Men was bang dat Balaji Baji Rao de Mogoleizer af wilde zetten en zijn zoon Vishwas Rao op de troon in Delhi wilde plaatsen. Islamitische heersers zoals de nawab van Avadh of de nizam van Haiderabad werden op die manier tot een verbond met de Afghaanse Durrani's gedreven.

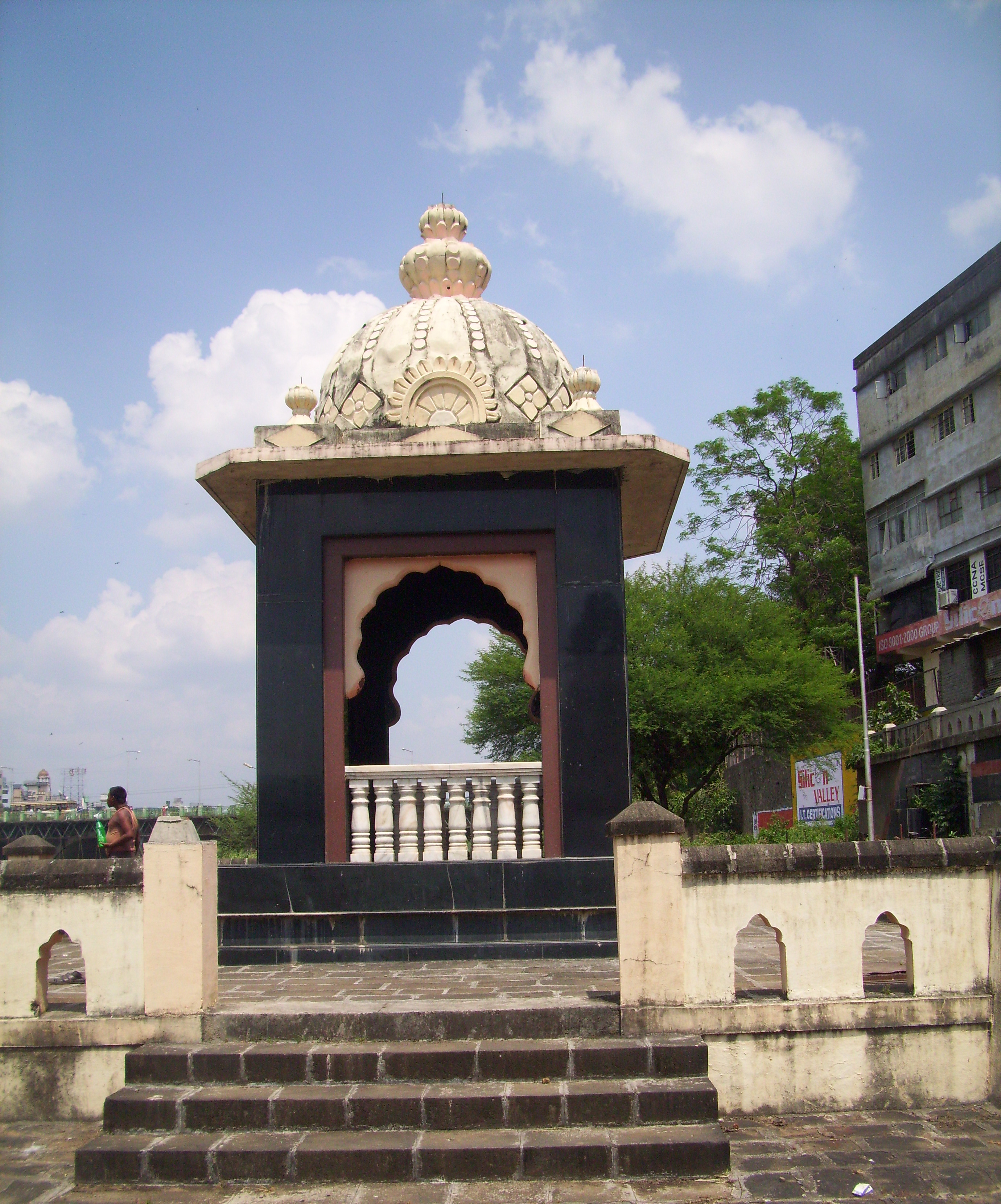
De samadhi (praalgraf) van Balaji Baji Rao in Poona (tegenwoordig Pune).

Als reactie op de Afghaanse dreiging in het noorden vormden de Maratha's een gigantisch leger onder Sadashiv Rao Bhau. In de slag bij Udgir versloeg Bhau eerst opnieuw de nizam van Haiderabad.
Daarop trok hij in maart 1760 naar het noorden, waar de legers van andere Marathageneraals als Malhar Rao Holkar en Mahadji Shinde zich bij de hoofdmacht voegden. De dan ongeveer 75.000 soldaten gingen vergezeld met ongeveer 300.000 meereizend ondersteunend personeel en pelgrims, die de heilige plaatsen in het noorden wilden bezoeken. Onder de aanvoerders bevond zich ook Vishwas Rao, de 20-jarige zoon van de peshwa.
Hoewel de Maratha's aanvankelijk Delhi innamen, werden ze uiteindelijk verpletterend verslagen bij Panipat. De slag vond plaats op 14 januari 1761. Onder de gesneuvelden bevonden zich Sadashiv Rao Bhau en Vishwas Rao. Waarschijnlijk kwamen ongeveer 100.000 Maratha's om het leven tijdens de slag en de executies die de Afghanen na afloop op hun krijgsgevangenen uitvoerden. De peshwa zelf was niet aanwezig bij de slag. Hij kwam het verlies nooit te boven en stierf een paar maanden later. Als peshwa werd hij opgevolgd door zijn tweede zoon Madhav Rao.